# Cordulecerus subiratus
Cordulecerus subiratus är en insektsart som först beskrevs av Walker 1853.  Cordulecerus subiratus ingår i släktet Cordulecerus och familjen fjärilsländor. Utöver nominatformen finns också underarten C. s. meridionalis.